# Allafrikanska spelen 1987
De fjärde all-afrikanska spelen genomfördes 1 – 12 augusti 1987 i Nairobi, Kenya, 42 länder deltog i fjorton sporter.
Ursprungligen var avsikten att genomföra all-Afrikanska spel vart fjärde år. Ekonomiska problem och allmän civil oro hade inte gjort detta möjligt. De fjärde spelen var inget undantag. Ursprungligen planerad till 1982 försenade en svag kenyansk ekonomi förberedelserna. Kina hjälpte till att skaffa fram nödvändiga medel och arbetskraft för att påbörja byggandet av Kasarani Stadium, men det var för sent för att kunna genomföra spelen i planerad tid.
Det föreslogs vid ett tillfälle att Tunis i Tunisien skulle arrangera de fjärde spelen och att Nairobi skulle ta sin tur vid de femte spelen 1986. Förslaget röstades ner, och tiden för Nairobispelen flyttades fram till 1986. Det var emellertid fortfarande inte tillräcklig tid för Kenya att bli färdiga varför spelen slutligen startade i augusti 1987. Därefter har fyraårsperioderna kunnat hållas.
Svårigheter med organisationen av förläggning av idrottare och andra faciliteter, vilka är typiska för arrangemang av detta slag, var uppenbara även i Nairobi, men spelen kunde genomföras utan orimliga bekymmer.